# Фейгин, Герасим Григорьевич
Гера́сим Григо́рьевич Фе́йгин (29 ноября 1901, Белосток, Гродненская губерния — 18 марта 1921 года, Кронштадт, Петроградская губерния) — деятель молодёжного коммунистического движения, один из основателей комсомола, поэт.

## Биография
Родился 29 ноября 1901 года в Белостоке Гродненской губернии в еврейской семье юриста Григория (Гершона) Давыдовича Фейгина и Хаи Соломоновны (Шоломовны) Альтшулер. У него были старший брат Соломон (1900—1977) и брат-близнец Владимир, сёстры Надежда (1904) и Мария. После выселения еврейского населения из прифронтовой полосы в 1915 году жил с семьёй в Покрове, где окончил мужскую гимназию (об этом позднее написал поэму «Беженцы»). Отец служил защитником в Покровском суде.
В ноябре 1917 года вступил в ряды РСДРП(б). С декабря 1917 года являлся членом Союза рабочей молодёжи в городе Владимире. Обладая литературными способностями, занимался редактированием местного журнала «Юность», писал стихи (два сборника вышли в 1921 году). Дебютировал летом 1917 года тремя стихотворениями в газете «Старый Владимирец». На его слова композитор Дмитрий Васильев-Бугай написал песню «Красная молодёжь» (1923).
По его инициативе в Покрове начала создаваться ячейка Коммунистического союза молодёжи. В июне 1918 года он был избран членом, а затем председателем Владимирского губкома Союза молодёжи. В 1919 году с отрядом комсомольцев добровольно ушёл на фронт. Был помощником военкома, а затем военкомом стрелкового полка на Южном и Западном фронтах, демобилизован по ранению.
В 1920 году был членом Покровского укома РКСМ, членом ЦК КСМ Белоруссии, Западного бюро ЦК РКСМ, комиссаром территориального округа Белоруссии. Был делегатом II и III съездов РКСМ. С 1920 года секретарь Иваново-Вознесенского губкома РКСМ. Редактор газеты «Юный текстильщик», член губкома РКП(б). Делегат X съезда РКП(б).
Погиб в 1921 году при подавлении Кронштадтского восстания.

## Память

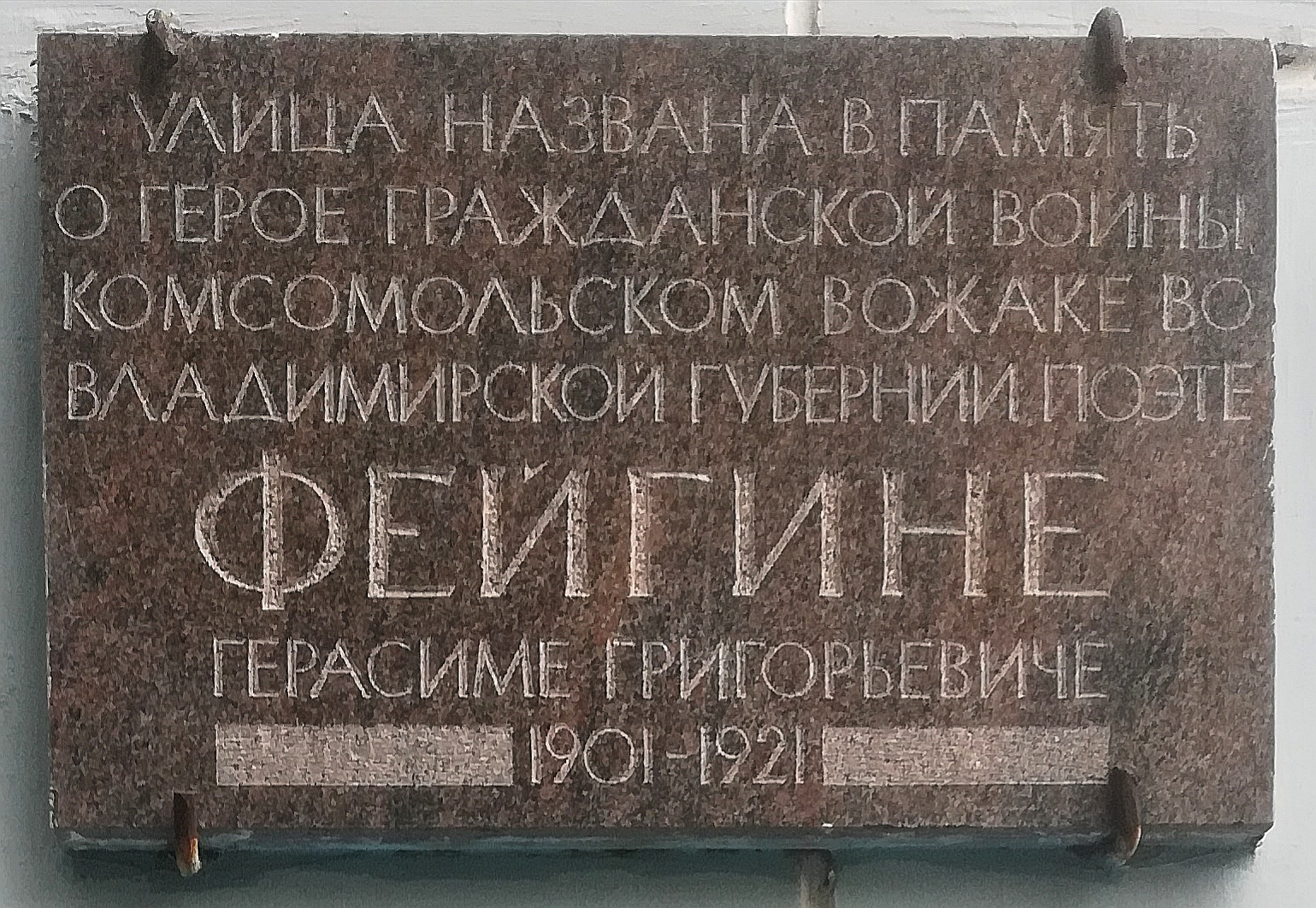
Мемориальная доска во Владимире

Его именем названы улицы в Покрове, Владимире, Иванове, Кронштадте. В Рыбинске его имя носит парк рядом со зданием администрации.
По мнению некоторых источников, Герасим Фейгин послужил прообразом героя песни «Орлёнок».

## Семья
- Брат-близнец — Владимир Григорьевич Фейгин (1901—1937, расстрелян)[10], деятель комсомольского движения (председатель Покровского городского Совета молодёжи «III-й Интернационал», секретарь Владимирского и Екатеринбургского губернских комитетов РКСМ, ЦК РКСМ в Москве, Закавказского крайкома РКСМ в Тифлисе)[11], заместитель народного комиссара земледелия РСФСР[12].
- Дальний родственник — Марк Захарович Фейгин (род. 3 июня 1971, Куйбышев), российский политик и юрист, адвокат, депутат Государственной думы (1994—1995) и YouTube-ведущий[13].

## Публикации
- Г. Фейгин, А. Румянцев. Почему и за что борются воюющие народы. Петроград: Военная типография, 1917. — 31 с.
- Герасим Фейгин. Сборник стихов. Предисловие А. Безыменского. Библиотека юного пролетария. Владимир: Государственное издательство, 1921. — 1500 экз.
- Герасим Фейгин. Стихи. Посмертное издание. Предисловие А. Безыменского. М.: Юношеское отделение Госиздата, 1921. — 10000 экз.